# 汪啟疆
汪啟疆（1944年1月11日—），中華民國海軍中將、臺灣知名散文作家，生於四川省瀘州叙永，籍貫湖北漢口，現居於高雄市左營區，兼具軍人與詩人兩重身份，海軍官校55年班畢業，現任國立臺灣海洋大學駐校作家，曾任海軍151副艦隊長、海軍131艦隊長、海軍總部作戰署長、海軍航潛部指揮官、國防大學海軍學院院長，現今在監獄、社會機構擔任志工，在教會服事，以及在軍中兼課，1971年在《水星詩刊》發表〈月之詩〉與〈水之詩〉，曾編過《大海洋》詩刊，是創世紀詩社、掌門詩社、大海洋詩社成員，著有《夢中之河》、《海上的狩獵季節》、《海洋姓氏》、《到大海去啊，孩子》、《人魚海岸》、《藍色水手》、《台灣，用詩拍攝》、《哀慟有時、跳舞有時》、《風濤之心‧台灣海峽》等詩集，曾獲高雄市文藝獎、國軍文藝獎、中國時報文學獎、乾坤詩獎、年度詩人獎章等獎項，「創世紀」同仁張默評論其詩，說：「他的視野開闊，海上生活經驗豐富，加之敏銳的觀察與飛躍的想像，以及多角的綜合技法，因之他推出的海洋詩，頗富真摯的生活氣息，充滿人間性的對話。」「遇見台灣詩人一百」主辦人士對其寫作主題與風格如此評論：「他的海洋詩承繼覃子豪、鄭愁予、沈臨彬之後，為現代詩開創新境界。」宗教信仰，工作熱忱、家庭，是汪員詩作之支柱；而海洋底色已成其身軀膚色。妻子趙頌琴為國文教師，女兒汪成蕙於航空界服務，兒子汪成瀚為中華民國陸軍裝甲兵科官兵。

### 註腳
1. ↑  張歎鳳. . 臺灣詩學學刊. 2016, (28): 29-46.
2. ↑  江自得、鄭炯明、曾貴海、利玉芳、莫渝、林鷺/編《2013年台灣現代詩選》，春暉出版社，2014年4月初版，頁112。
3. ↑  國立台灣文學館/編著，《遇見台灣詩人一百：一百位詩人簡介》，2011年「遇見台灣詩人一百」展覽的小冊子，頁50。
4. ↑  . 詩路. 2006-12-26  [2017-12-04]. （原始内容存档于2020-02-03）.

### 文獻
- 國立台灣文學館/編著，《遇見台灣詩人一百：一百位詩人簡介》，2011年「遇見台灣詩人一百」展覽的小冊子，頁50。
- 江自得、鄭炯明、曾貴海、利玉芳、莫渝、林鷺/編《2013年台灣現代詩選》，春暉出版社，2014年4月初版，頁112。
- 柳秀英、蔣忠益、黃志盛、楊淑雅、余蕙靜、張清發、陳偉銓/編著。2016。《海洋文學讀本 增訂三版》31頁。台北市，新學林出版股份有限公司 （页面存档备份，存于）。